# رنی
رنی (انگلیسی: Renié؛ ۳۱ ژوئیه ۱۹۰۱–۱۲ ژوئن ۱۹۹۲) یک طراح لباس برجستهٔ اهل ایالات متحده آمریکا بود. وی دانش‌آموختهٔ دانشگاه کالیفرنیا در لس آنجلس بود.

## زندگی‌نامه
وی بیش از سه دهه برای ستارگان مشهور و بزرگ سینما و تلویزیون، لباس‌های فاخر و زیبا طراحی می‌کرد. به عنوان مثال لباسی که جینجر راجرز در فیلم کیتی فویل به تن دارد، از کارهای اوست.
او بابت طراحی لباس در فیلم کلئوپاترا، برندهٔ جایزه اسکار بهترین طراحی لباس شد. وی چهار مرتبه دیگر نامزد دریافت همین جایزه بود.

## گزیدهٔ آثار
- گرمای بدن (۱۹۸۱)
- دانه‌های شن (۱۹۶۶)
- کلئوپاترا (۱۹۶۳)
- ماهیگیر بزرگ (۱۹۵۹)
- سه چهره ایو (۱۹۵۷)
- تاکسی (۱۹۵۳)
- به همان جوانی که حس می‌کنی (۱۹۵۱)
- خانه‌ای در تلگراف هیل (۱۹۵۱)
- اراذل و اوباش (۱۹۴۷)
- نوکتورن (۱۹۴۶)
- کیتی فویل (۱۹۴۰)